# 特拉夫涅韋 (舊西尼亞瓦區)
49°40′40″N 27°34′0″E / 49.67778°N 27.56667°E
特拉夫內韋（烏克蘭語：Травневе）是位於烏克蘭西部的村莊，由赫梅利尼茨基州裡赫梅利尼茨基區的舊西尼亞瓦市鎮負責管轄。該村始建於1930年，面積0.8平方公里，海拔高度302米，2001年人口128。